# John Owen (pasteur)
Pour les articles homonymes, voir John Owen et Owen.
John Owen (1616 - 24 août 1683) est un pasteur et théologien puritain anglais.

## Jeunesse
De descendance galloise, il est né à Stadhampton dans l'Oxfordshire et fait ses études au Queen's College d'Oxford (1632-1635). Le collège est réputé pour ses métaphysiciens selon Thomas Fuller.
En 1637, John Owen quitte Oxford à cause de ses convictions puritaines et devient le chapelain et le tuteur de la famille du seigneur Robert Dormert. Au déclenchement de la guerre civile anglaise, il soutint le parlement. Pendant un temps, il vit à Chaterhouse Yard, où il est perturbé par des questions religieuses. Ses doutes sont écartés par un sermon prêché par un étranger à Aldermanbury Chapel où il était venu pour entendre Edmund Calamy l'Ancien.
Sa première publication, Exposé sur l'arminianisme (1642), est une défense du calvinisme. Le livre est dédié au comité de religion et cela lui permet de remplacer un pasteur qui avait été rejeté à Fordham dans l'Essex.
À Fordham, il se consacre essentiellement à son église et écrit seulement Le Devoir des pasteurs et du peuple éminent. Il y reste jusqu'en 1646.
Il se marie avec Mary Rooke (morte en 1675). Le couple a 11 enfants dont 10 moururent en bas âge. Une seule arrive à l'âge adulte, fait un mauvais mariage et meurt finalement de la tuberculose.

## Carrière
Le 29 avril 1646, il prêche devant le parlement anglais.
Il devient pasteur de Coggeshall dans l'Essex. L'adoption des principes congrégationalistes n'affecte pas sa position théologique et en 1647, il argumente à nouveau contre l'arminianisme dans La Mort de la mort dans la mort de Christ, ouvrage qui l'amène à un long débat avec Richard Baxter. John Owen est choisi pour prêcher devant le parlement le jour qui suit l'exécution de Charles Ier (1649).
Un des sermons, prêché le 29 avril 1646, qui est une vigoureuse attaque contre le manque de sincérité religieuse dans les hautes sphères, ne plait pas aux parlementaires mais est à l'origine de l'amitié avec Olivier Cromwell.
Olivier Cromwell l'envoie en Irlande où il s'occupe des affaires du Trinity College de Dublin.
Devant la chambre des communes, il plaide pour des besoins spirituels de l'Irlande comme il le fait avant pour le Pays de Galles. En 1650, il accompagne Olivier Cromwell dans sa campagne militaire en Écosse.
En mars 1651, Cromwell, en tant que chancelier d'Oxford, désigne John Owen comme doyen de la Christ Church Cathedral et en septembre 1652, comme vice-chancelier d'Oxford, où il remplace le presbytérien Edward Reynolds.
Durant ses huit années à Oxford, il influence l'université dans une optique calviniste. Durant ces années, il écrit La Justice divine (1653), où il expose le dogme selon lequel Dieu ne pardonne pas les péchés sans expiation, Communion avec Dieu (1657), Doctrine sur la persévérance des saints (1654), sa dernière attaque contre l'arminianisme,Vindiciae Evangelicae, un traité écrit sur ordre du conseil d'État contre le socinianisme exposé par John Biddle, Sur la mortification du péché chez les croyants (1656), un travail introspectif et analytique,Schisme (1657), Sur la tentation (1658).

## Période politique
En plus de ce qui touche le domaine de la littérature et de l'université, Owen a continuellement été impliqué dans les affaires d'État. Le 24 octobre 1651, il prêche le sermon de Thanksgiving devant le parlement. En 1652, travaille au sein du conseil en ce qui concerne l'état du protestantisme en Irlande. En octobre 1653, parmi les nombreux ministres, John Owen est celui que Cromwell convoque sur la consultation de l'union de l'église. En décembre, John Owen reçoit, de la part de l'université d'Oxford, un niveau prestigieux dans l'échelon universitaire. Au parlement en 1654, il siège en tant que membre de l'université d'Oxford pour un temps court et avec Richard Baxter, il entreprend un travail important. La même année, il est président d'un comité concernant les affaires de l'Église d'Écosse.
Comme vice-chancelier, il agit avec empressement quand les rebelles royalistes furent brisées dans le Wiltshire en 1655. Son adhésion à la politique de Cromwell n'est pas une adhésion fidèle. On le remarque lorsqu'il élabore, à la requête de Desborough et Pride, une pétition contre son élévation à la royauté. Ainsi, quand Richard Cromwell succède à son père comme chancelier, il abandonne le poste de vice-chancelier. En 1658, il prend une part importante à la réunion des Indépendants qui élabore la déclaration de Savoie (les bases doctrinales du congrégationalisme fondées sur la confession de foi de Westminster).
Après la mort d'Olivier Cromwell en 1658, il rejoint le parti de Wallingford House, et pensant qu'il n'a pas été compromis dans la déchéance de Richard Cromwell, il préfère l'idée d'une république simple plutôt que celle du protectorat. Il assiste à la restauration du Parlement croupion, et, quand George Monck entreprend sa marche en Angleterre, Owen, au nom des églises indépendantes, auquel on suppose que Monck appartenait, et qui est préoccupé par ses intentions, tente de l'en dissuader. En mars 1660, le parti presbytérien devenant prédominant, Owen est déchu de son doyenné, qui revient à nouveau à Reynolds. Il se retire à Stadham, où il écrit de nombreux ouvrages controversés et théologiques, en particulier la Theologoumena Pantodapa, une histoire de l'ascension et de la croissance de la théologie.
Le respect dû par de nombreuses autorités à son importance intellectuel lui permet de gagner une immunité contrairement aux autres non-conformistes. En 1661, le célèbre Fiat lux, un ouvrage écrit par le moine franciscain John Vincent Cane est publié; dans celui-ci, l'unité et la beauté du catholicisme est proclamé face à la confusion et la multitude des sectes protestantes. À la requête de Clarendon, Owen lui répond en 1662 avec ses Animadversions ; cet ouvrage a un tel succès qu'on lui propose d'être réhabilité. La condition de John Owen est celle de la liberté pour tous ceux qui étaient en désaccord avec l’Église d’Angleterre. Par conséquent, personne ne vint négocier.
En 1663, il est invité par les églises congrégationalistes à Boston à devenir un de leurs ministres du culte mais John Owen décline l'invitation.
Le Conventicle Act et le Five Miles Act le conduit à Londres, et en 1666, après le grand incendie de Londres, comme de nombreux autres ministres du culte non-conformistes, il établit une salle pour le service public et rassemble une congrégation, composée principalement d'anciens officiers du Commonwealth.
Pendant ce temps là, il n'arrêtait pas d'écrire; et en 1667, il publie son Catéchisme. C'est à ce moment-là aussi où il publie sa première partie de son Étude sur l'épitre aux Hébreux, en même temps que son Exposé pratique sur le psaume 130(1668) et son livre Le Péché demeurant en nous.
En 1669 Owen écrit une remontrance spirituelle aux congrégationalistes de Nouvelle-Angleterre, qui, sous l'influence du presbytérianisme, sont devenus eux-mêmes des persécuteurs. Chez lui, aussi, il est occupé par des affaires similaires. En 1670, l'ouvrage Politique ecclésiastique de Samuel Parker attaque les non-conformistes avec une intolérance grossière. Owen lui répond (La Vérité et l'innocence disculpée); Parker réplique à cet écrit de façon offensive. À ce moment-là, Andrew Marvell désarme finalement Parker avec badinage et satire dans La Répétition transposée. Owen lui-même écrit un pamphlet Sur la Trinité (1669), et L'Amour chrétien et la Paix (1672).
Lors du renouveau des Conventicle Acts en 1670, Owen est désigné pour établir un papier pour protester des raisons de ce renouveau qu'il soumet à la Chambre des lords. Durant cette période, l'université Harvard l'invite à devenir son président; il reçoit des invitations similaires d'universités hollandaises.
Quand le roi Charles II d'Angleterre proclame sa Déclaration d'Indulgence (en) en 1672, Owen le remercie pour cette opportunité pour augmenter le nombre des églises et des services. Owen est un des premiers prédicateurs aux lectures hebdomadaires que les indépendants et les presbytériens organisent conjointement au Princes' Hall à Broad Street. Il est respecté par une frange non négligeable de la noblesse (le congrégationalisme n'est en aucun cas la croyance des pauvres et des inconnus), et en 1674, Charles II et son frère Jacques II d'Angleterre lui assurent de leurs bons vœux. Charles lui donne 1000 guinées pour les relever après les déboires consécutifs dus aux lois sévères contre eux, et ils purent obtenir la libération de prison de John Bunyan, dont il admirait ardemment les prêches. En 1674 Owen est attaqué par William Sherlock, doyen de la cathédrale Saint-Paul, qu'il vainquit aisément, et à partir de ce moment jusqu'en 1680 il s'occupe surtout de son ministère et de l'écriture d'ouvrages religieux.

## Fin de vie
Les plus importants ouvrages de cette période sont Sur l'apostasie(1676), un constat triste sur l'état de la religion sous la restauration, Sur l'Esprit Saint(1677-1678), Sur la doctrine de la justification(1677).
En 1680, le théologien Edward Stillingfleet ayant prononcé un sermon le 11 mai sur la Diablerie de la division, John Owen défend les séparatistes de l'accusation de schisme dans son ouvrage Courte défense.
Richard Baxter et John Howe (théologien) répondirent aussi à Stillingfleet, qui réplique avec La Démesure de la division. John Owen répondit à cette nouvelle attaque.
De ce moment à sa mort, John Owen est occupé par l'écriture de nouveaux ouvrages, en étant seulement perturbé par ses problèmes de calcul et d'asthme, et les accusations infondées de complicité dans le complot de Rye-House.
Un de ses plus importants ouvrages est le Traité sur les églises évangéliques qui contient ses dernières vues sur le fonctionnement des églises. Il meurt à Ealing et est enterré le 4 septembre 1683 à Bunhill Fields.

## Ouvrages en français
- John Owen, La persévérance des saints, éditions Sembeq
- John Owen, La gloire de Christ, éditions Sembeq
- John Owen, La vie par sa mort, éditions Sembeq